# Yamada-kun and the Seven Witches
Yamada-kun and the Seven Witches (jap. 山田くんと７人の魔女 Yamada-kun to nana-nin no majo) – manga autorstwa Miki Yoshikawy, publikowana na łamach magazynu „Shūkan Shōnen Magazine” wydawnictwa Kōdansha od lutego 2012 do lutego 2017.
Adaptacja w formie dramatu telewizyjnego była emitowana w stacji Fuji TV od sierpnia do września 2013. Na podstawie mangi powstał również serial anime, wyprodukowany przez studio Liden Films, który emitowano od kwietnia do czerwca 2015.

## Fabuła
Ryū Yamada jest znany w swojej szkole jako delikwent, który zawsze się spóźnia, dostaje fatalne oceny i wszczyna bójki. Jego życie wywraca się do góry nogami w dniu, w którym spada ze schodów i zderza się z genialną uczennicą Urarą Shiraishi. Kiedy odzyskują przytomność, zdają sobie sprawę, że zamienili się ciałami. Z czasem oboje odkrywają, że w szkole ma więcej tajemniczych zjawisk.

## Bohaterowie
- Ryū Yamada (jap. 山田 竜 Yamada Ryū)

Seiyū: Ryōta Ōsaka 
- Urara Shiraishi (jap. 白石 うらら Shiraishi Urara)

Seiyū: Saori Hayami 
- Toranosuke Miyamura (jap. 宮村 虎之介 Miyamura Toranosuke)

Seiyū: Toshiki Masuda 
- Miyabi Itō (jap. 伊藤 雅 Itō Miyabi)

Seiyū: Maaya Uchida 
- Kentarō Tsubaki (jap. 椿 健太郎 Tsubaki Kentarō)

Seiyū: Toshiharu Sasaki 
- Nene Odagiri (jap. 小田切 寧々 Odagiri Nene)

Seiyū: Eri Kitamura 
- Meiko Ōtsuka (jap. 大塚 芽子 Ōtsuka Meiko)

Seiyū: Yui Makino 
- Maria Sarushima (jap. 猿島 マリア Sarushima Maria)

Seiyū: Yuki Takao 
- Noa Takigawa (jap. 滝川 ノア Takigawa Noa)

Seiyū: Aoi Yūki 
- Mikoto Asuka (jap. 飛鳥 美琴 Asuka Mikoto)

Seiyū: Kana Hanazawa 
- Rika Saionji (jap. 西園寺 リカ Saionji Rika)

Seiyū: Masumi Tazawa 
- Ushio Igarashi (jap. 五十嵐 潮 Igarashi Ushio)

Seiyū: Daisuke Ono 
- Shinichi Tamaki (jap. 玉木真一 Tamaki Shinichi)

Seiyū: Shinnosuke Tachibana 
- Haruma Yamazaki (jap. 山崎 春馬 Yamazaki Haruma)

Seiyū: Jun Fukuyama 
- Leona Miyamura (jap. 宮村 レオナ Miyamura Reona)

Seiyū: Miyuki Sawashiro 

## Manga
Seria ukazywała się od 22 lutego 2012 do 22 lutego 2017 w magazynie „Shūkan Shōnen Magazine”. Wydawnictwo Kōdansha zebrało ją w 28 tankōbonach, wydanych między 15 czerwca 2012 a 17 kwietnia 2017.
| Nr | Data wydania (język japoński) | ISBN (język japoński)  |
| -- | ----------------------------- | ---------------------- |
| 1  | 15 czerwca 2012               | ISBN 978-4-06-384696-6 |
| 2  | 17 sierpnia 2012              | ISBN 978-4-06-384727-7 |
| 3  | 17 października 2012          | ISBN 978-4-06-384754-3 |
| 4  | 17 grudnia 2012               | ISBN 978-4-06-384789-5 |
| 5  | 15 lutego 2013                | ISBN 978-4-06-384819-9 |
| 6  | 17 kwietnia 2013              | ISBN 978-4-06-384857-1 |
| 7  | 17 czerwca 2013               | ISBN 978-4-06-384882-3 |
| 8  | 16 sierpnia 2013              | ISBN 978-4-06-394916-2 |
| 9  | 17 września 2013              | ISBN 978-4-06-394928-5 |
| 10 | 17 grudnia 2013               | ISBN 978-4-06-394986-5 |
| 11 | 17 marca 2014                 | ISBN 978-4-06-395011-3 |
| 12 | 16 maja 2014                  | ISBN 978-4-06-395080-9 |
| 13 | 17 lipca 2014                 | ISBN 978-4-06-395126-4 |
| 14 | 17 września 2014              | ISBN 978-4-06-395190-5 |
| 15 | 17 grudnia 2014               | ISBN 978-4-06-395264-3 |
| 16 | 17 marca 2015                 | ISBN 978-4-06-395347-3 |
| 17 | 15 maja 2015                  | ISBN 978-4-06-395396-1 |
| 18 | 17 lipca 2015                 | ISBN 978-4-06-395438-8 |
| 19 | 17 września 2015              | ISBN 978-4-06-395495-1 |
| 20 | 17 listopada 2015             | ISBN 978-4-06-395545-3 |
| 21 | 15 stycznia 2016              | ISBN 978-4-06-395581-1 |
| 22 | 17 marca 2016                 | ISBN 978-4-06-395622-1 |
| 23 | 17 maja 2016                  | ISBN 978-4-06-395674-0 |
| 24 | 15 lipca 2016                 | ISBN 978-4-06-395714-3 |
| 25 | 17 października 2016          | ISBN 978-4-06-395769-3 |
| 26 | 16 grudnia 2016               | ISBN 978-4-06-395830-0 |
| 27 | 17 lutego 2017                | ISBN 978-4-06-395873-7 |
| 28 | 17 kwietnia 2017              | ISBN 978-4-06-395920-8 |

## TV drama
8-odcinkowa TV drama na podstawie mangi była emitowana w stacji Fuji TV od 10 sierpnia do 28 września 2013. W rolach głównych wystąpili Yūsuke Yamamoto i Mariya Nishiuchi, którzy wcielili się odpowiednio w Ryū Yamadę i Urarę Shiraishi. Motywem przewodnim jest utwór „Time Machine nante iranai” (jap. タイムマシンなんていらない) autorstwa Atsuko Maedy. Średnia ocena serialu wyniosła 6,3%.

## Anime
Animowany film promocyjny (PV) został wydany przez studio Liden Films 26 sierpnia 2013. Został wyreżyserowany przez Seikiego Takuno. W czerwcu 2014 Liden Films uruchomiło stronę internetową z informacją, że w produkcji jest oryginalne anime DVD (OAD). Produkcja składa się dwóch części: pierwsza została wydana 17 grudnia 2014 wraz z 15 tomem mangi, a druga była dołączana wraz z tomem 17, który ukazał się 15 maja 2015. Reklamowano je jako przedstawiające wszystkie siedem wiedźm oraz sceny z gorącymi źródłami.
W listopadzie 2014 studio Liden Films zapowiedziało powstanie telewizyjnego serialu anime, w którym seiyū ponownie wcielą się w swoje role z projektu OAD. Serial został wyreżyserowany przez Tomokiego Takuno, natomiast rolę asystenta reżysera pełnił Fumiaki Usui. Scenariusz napisała Michiko Yokote, za reżyserię animacji i projekty postaci odpowiadała Eriko Iida, rolę reżysera pełnił Yota Tsuruoka, a muzykę skomponował Masaru Yokoyama. 12-odcinkowa seria była emitowana w Japonii między 12 kwietnia a 28 czerwca 2015. Motywem otwierającym jest „Kuchizuke Diamond” autorstwa WEAVER, końcowym zaś „CANDY MAGIC” w wykonaniu Mimi Meme Mimi. Prawa do dystrybucji serii w wybranych regionach nabył Crunchyroll.

### Lista odcinków
| №  | Tytuł | Premiera         |
| -- | --- | ---------------- |
| 1  | I’ve Turned into Her! Aitsu ni nattenja nee ka! (アイツになってんじゃねーかぁぁッ!)                             | 12 kwietnia 2015 |
| 2  | Kiss Me, Okay? Ore to kisu-shina (俺とキスしな)                                                                 | 19 kwietnia 2015 |
| 3  | Will You Accept? Or Won’t You? Ukeru? Soretomo ukenai? (受ける？それとも受けない？)                             | 26 kwietnia 2015 |
| 4  | It Looks Like I’ve Fallen For Yamada! Yamada no koto ga suki ni natta mitai! (山田のことが好きになったみたい！) | 3 maja 2015      |
| 5  | You Mustn’t Kiss Her, Okay? Kisu shicha dame yo? (キスしちゃダメよ？)                                           | 10 maja 2015     |
| 6  | Respond! Ōtō seyo ! (応答せよっ！)                                                                              | 17 maja 2015     |
| 7  | Anything but Tempura! Tenpura dake wa yamete kure! (天ぷらだけはやめてくれぇ！)                                 | 24 maja 2015     |
| 8  | You’re So Annoying Chō uzain’dakedo (超ウザイんだけど)                                                          | 31 maja 2015     |
| 9  | I’ll Definitely Change the Future Kanarazu mirai wo kaete (必ず未来を変えて)                                    | 7 czerwca 2015   |
| 10 | Please Go Out With Me Ore to tsukiatte kudasai (俺と付き合ってください)                                         | 14 czerwca 2015  |
| 11 | What did you do with Shiraishi Anata wa Shiraishi de nani o shimashita (あなたは白石で何をしました)             | 21 czerwca 2015  |
| 12 | I Love You, Shiraishi! Ore wa Shiraishi ga sukida! (俺は白石が好きだ！)                                         | 28 czerwca 2015  |

## Odbiór
Do lutego 2017 manga w Japonii sprzedała się w nakładzie ponad 3,85 miliona egzemplarzy.